# Alain Schifres
 (avril 2016).
Si vous disposez d'ouvrages ou d'articles de référence ou si vous connaissez des sites web de qualité traitant du thème abordé ici, merci de compléter l'article en donnant les références utiles à sa vérifiabilité et en les liant à la section « Notes et références ».
Alain Schifres est un journaliste et un écrivain français, né le 14 février 1939 à Montmorency.

## Biographie
Après des études primaires et secondaires au lycée Pothier d'Orléans, Alain Schifres obtient en 1959 le diplôme de Sciences Po Paris (Institut d'études politiques de Paris) tout en passant une licence en droit puis un DESS de sciences politiques (sujet de mémoire consacré au Canard enchaîné : L'Idéologie du Canard enchaîné).
Après un doctorat d'État en sciences politiques obtenu en 1963 (sujet de thèse : Le syndicalisme étudiant, président de jury : Maurice Duverger), il entre en 1964 à Réalités, magazine mensuel essentiellement consacré à la culture et aux loisirs, qu’il quittera en 1976.
Entretemps, il collabore occasionnellement au Nouvel Observateur pour y traiter notamment de cinéma. Il rejoint ce magazine à compter de mai 1980. Attaché aux pages dites société, il traite d’à peu près tous les sujets et notamment de gastronomie. Usant d’une sorte de sociologie amusante, il y écrit principalement des articles sur l’air du temps, l'évolution des mœurs et des mentalités.
Il obtient le prix de la fondation Mumm 1986. Il rejoint  L'Express en octobre 1990. En tant qu’écrivain, il publie des essais et des romans à partir de 1986.
Alain Schifres est le cousin de Michel Schifres.

## Traduction
[réf. incomplète]
Scrupules de Judith Krantz, Albin Michel, 1980